# Dingsheim
Dingsheim (Díngse in dialetto alsaziano) è un comune francese di 1 210 abitanti situato nel dipartimento del Basso Reno nella regione del Grand Est.

## Società

### Evoluzione demografica
Abitanti censiti